# آلکسی استاخانوف
آلکسی گریگوریه‌ویچ استاخانوف (به روسی: Алексей Григорьевич Стаханов) (زاده ۱۹۰۶، درگذشته ۱۹۷۷) کارگر معدن روس بود. او روش استخراج زغال سنگ خاصی را ابداع کرد که به نام وی استاخانوفیسم نامیده شد و پایه‌گذار جنبش استاخانوفیت بود. وی با به کارگیری گروهی از کارگران ماهر و متخصص و تقسیم صحیح کار میان آنان با استفاده از وسایل فنی عادی و ابتدایی، توانست ۱۴ برابر میزان معمولی زغال سنگ استخراج کند. نام وی در دهه ۱۹۳۰ در شوروی به صورت مظهری برای تلاش یک ابر مرد درآمده بود.